# Listă de actori scoțieni
Aceasta este o listă de actori scoțieni:

Cuprins: Început - 0–9 A B C D E F G H I J K L M N O P Q R S T U V W X Y Z

## A
- Khalid Abdalla (n. 1981)
- Andrew Agnew (n. 1974)
- Spottiswoode Aitken (1868–1933)
- Maev Alexander (n. 1948)
- John Alford (n. 1971)
- Andrea Allan (n. 1946)
- Charlie Allan (n. 1963)
- Ronni Ancona (n. 1968)
- Dave Anderson
- Rona Anderson (1926-2013)
- Stephen Ashfield (n. 1979)
- David Ashton (n. 1941)

## B
- Shabana Bakhsh (n. 1981)
- Ian Bannen (1928–1999)
- Lois de Banzie (n. 1930)
- John Barrowman (n. 1967)
- Stanley Baxter (n. 1926)
- Maureen Beattie (n. 1953)
- Duncan Bell (n. 1955)
- John Bell (n. 1997)
- Margaret Bicknell (1681–1723)
- Sean Biggerstaff (n. 1983)
- Carina Birrell
- Isobel Black (n. 1943)
- Peter Blake (n. 1948)
- Christopher John Blue (n. 1972)
- Martin Boddey (1907–1975)
- Mark Bonnar (n. 1968)
- Stuart Bowman
- Billy Boyd (n. 1968)
- Taryam Boyd (n. 1995)
- Kate Bracken (n. 1990)
- Therese Bradley
- Joseph Brady (1928–2001)
- Steven Brand (n. 1969)
- Ewen Bremner (n. 1972)
- Rory Bremner (n. 1961)
- Edmund Breon (1882–1951)
- John Breslin (1929–2009)
- Laurie Brett (n. 1969)
- Janet Brown (1923–2011)
- Katrina Bryan (n. 1980)
- James Bryce (n. 1950)
- Colin Buchanan (n. 1966)
- Ian Buchanan (n. 1957)
- Jack Buchanan (1891–1957)
- Robert Buchanan (n. 1962)
- Tam Dean Burn (n. 1958)
- Gerard Butler (n. 1969)

## C
- Jean Cadell (1884–1967)
- Juliet Cadzow (n. 1951)
- James Cairncross (1915–2009)
- John Cairney (n. 1930)
- Ian Cairns (n. 1963)
- Ricky Callan
- Dayton Callie (n. 1956)
- Mhairi Calvey
- Gianni Capaldi (n. 1975)
- Peter Capaldi (n. 1958)
- Robert Carlyle (n. 1961)
- Walter Carr (1925–1998)
- Helena Carroll (n. 1930)
- Michael Carter (n. 1947)
- Robert Cavanah (n. 1965)
- Ian Charleson (1949–1990)
- Morven Christie (n. 1979)
- Hamish Clark (n. 1967)
- Jameson Clark (1907–1984)
- Sophie Kennedy Clark (n. 1990)
- Scott Cleverdon (n. 1969)
- Andy Clyde (1892–1967)
- Robbie Coltrane (n. 1950)
- Martin Compston (n. 1984)
- Neil Connery (n. 1938)
- Sir Sean Connery (n. 1930)
- Billy Connolly (n. 1942)
- Tom Conti (n. 1941)
- James Copeland (1918–2002)
- Kate Copstick (n. 1956)
- Kari Corbett (n. 1984)
- Ronnie Corbett (1930–2016)
- George Cormack (1907–1983)
- Adrienne Corri (1930–2016)
- Paul-James Corrigan
- James Cosmo (n. 1948)
- Brian Cox (n. 1946)
- Mark Cox (n. 1972)
- Alec Craig (1884–1945)
- Kenneth Cranham (n. 1944)
- Annette Crosbie (n. 1934)
- Graham Crowden (1922–2010)
- Sara Crowe (n. 1966)
- Andrew Cruickshank (1907–1988)
- Eric Cullen (1965–1996)
- Alan Cumming (n. 1965)
- Fiona Cumming (1937-2015)
- Tony Curran (n. 1969)
- Finlay Currie (1878–1968)
- Henry Ian Cusick (n. 1967)
- Iain Cuthbertson (1930–2009)
- Ivor Cutler (1923-2006)

## D
- Jake D'Arcy (1945–2015)
- Laidlaw Dalling (1928–1982)
- Benjamin Davies (n. 1980)
- Anthony Dawson (1916–1992)
- Michael Deacon (1933–2000)
- Iain De Caestecker (n. 1987)
- Kate Dickie (n. 1971)
- Douglas Ditta (n. 1938)
- Jack Docherty (n. 1962)
- Fiona Dolman (n. 1970)
- Ron Donachie (n. 1956)
- James Donald (1917–1993)
- Helen Dorward (n. 1933)
- Donald Douglas (n. 1933)
- Andrew Downie (1922–2009)
- Blythe Duff (n. 1962)
- Duncan Duff (n. 1964)
- Karen Dunbar (n. 1971)
- Archie Duncan (1914–1979)
- Lindsay Duncan (n. 1950)
- Michelle Duncan (n. 1978)
- William Dysart (1929–2002)

## E
- Freddie Earlle (1924–2007)
- Valerie Edmond (n. 1971)
- Zoë Eeles (n. 1975)
- David Elliot (n. 1981)
- Emun Elliott (n. 1983)
- Kieron Elliott
- Suzy Enoch

## F
- Joyce Falconer (n. 1969)
- Kellyanne Farquhar
- Craig Ferguson (n. 1962)
- Lynn Ferguson (n. 1965)
- Alex Ferns (n. 1968)
- Jimmy Finlayson (1887–1953)
- Gregor Fisher (n. 1953)
- Isla Fisher (n. 1976)
- Jeannie Fisher (n. 1947)
- Lesley Fitz-Simons (1961–2013)
- Tommy Flanagan (n. 1965)
- Susan Fleetwood (1944–1995)
- Tom Fleming (1927–2010)
- Ryan Fletcher (n. 1983)
- Peter Forbes
- Carl Forgione (1944–1998)
- Brigit Forsyth (n. 1940)
- Polly Frame (n. 1976)
- Alan Francis (n. 1967)
- Bill Fraser (1908–1987)
- John Fraser (n. 1931)
- Laura Fraser (n. 1976)
- Peter Fraser
- Colin Friels (n. 1952)
- Rikki Fulton (1924–2004)
- Robert Fyfe (n. 1925)

## G
- John Gaffney
- Patricia Gage (1940–2010)
- David Gant (n. 1943)
- Graeme Garden (n. 1943)
- James Gillan (n. 1975)
- Karen Gillan (n. 1987)
- William Gillespie (1894–1938)
- Iain Glen (n. 1961)
- Helena Gloag (1909–1973)
- Isabella Glyn (1823–1889)
- Janey Godley (n. 1961)
- Valerie Gogan
- Michelle Gomez (n. 1966)
- Stella Gonet (n. 1963)
- Claire Goose (n. 1975)
- Hannah Gordon (n. 1941)
- Mary Gordon (1882–1963)
- Colin Graham (n. 1978)
- Julie Graham (n. 1965)
- Morland Graham (1891–1949)
- Andy Gray (n. 1960)
- Elspet Gray (1929–2013)
- Joseph Greig (1922–2014)
- Frances Grey (n. 1970)
- John Grieve (1924–2003)
- Clare Grogan (n. 1962)
- Pippa Guard (n. 1952)

## H

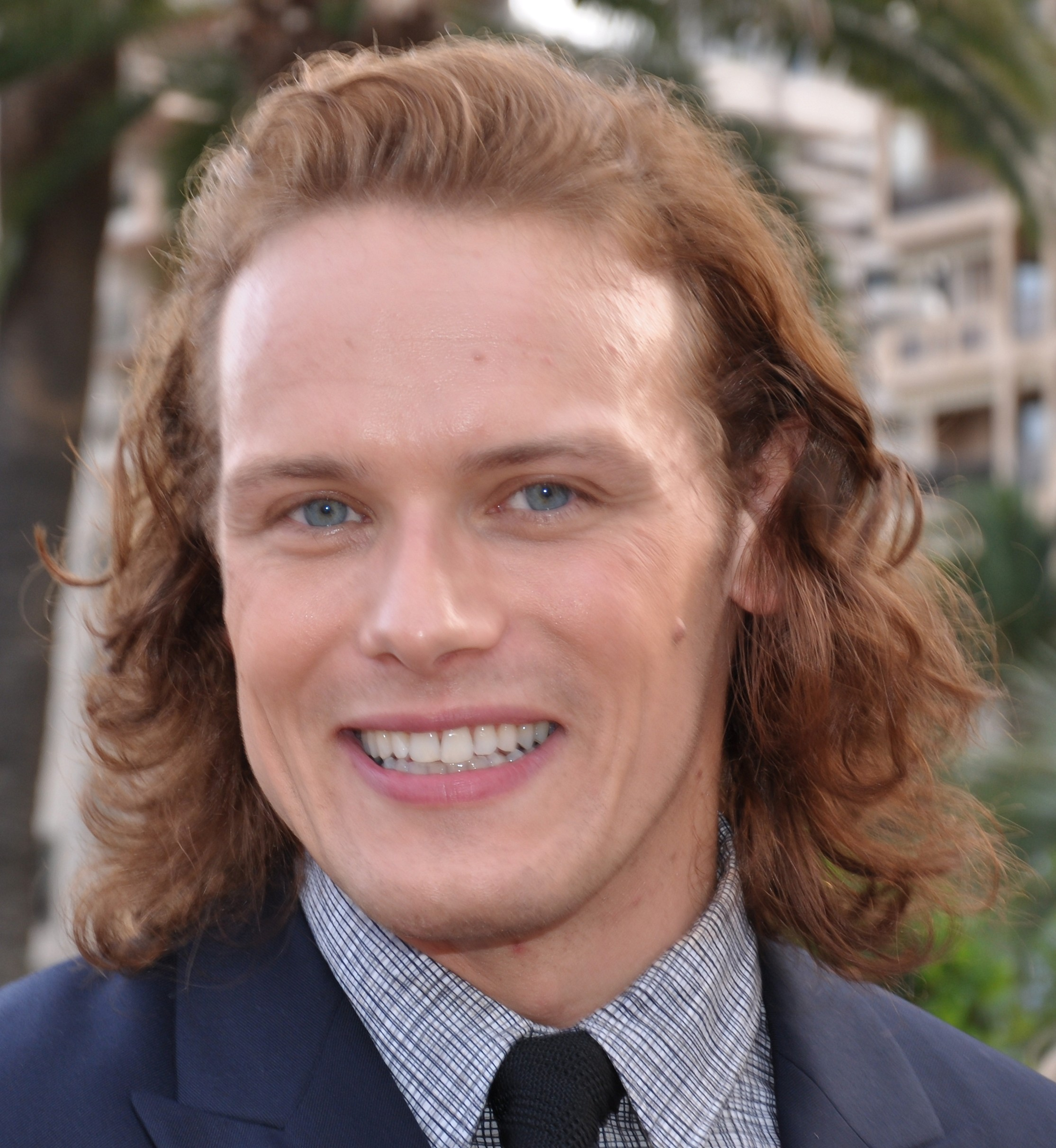
Sam Heughan

- Kasia Haddad (n. 1979)
- Gay Hamilton (n. 1943)
- Prentis Hancock (n. 1942)
- John Hannah (n. 1962)
- Billy Hartman (n. 1957)
- David Hayman (n. 1948)
- Daniel Healy (n. 1986)
- Matt Healy (n. 1970)
- Lorna Heilbron (n. 1948)
- Vivien Heilbron (n. 1944)
- Greg Hemphill (n. 1969)
- Betty Henderson (1907–1979)
- Shirley Henderson (n. 1965)
- Rae Hendrie (n. 1977)
- Douglas Henshall (n. 1965)
- Dee Hepburn (n. 1961)
- Eileen Herlie (1918–2008)
- Sam Heughan (n. 1980)
- Pat Heywood (n. 1931)
- Paul Higgins (n. 1964)
- Gary Hollywood (n. 1979)
- Morag Hood (1942–2002)
- Ewan Hooper (n. 1935)
- Leo Horsfield (n. 1978)
- Renée Houston (1902–1980)
- Russell Hunter (1925–2004)
- Ken Hutchison (n. 1943)
- Olaf Hytten (1888–1955)

## I
- Armando Iannucci (n. 1964)
- Frieda Inescort (1901–1976)
- Millie Innes (n. 2000)
- Kenny Ireland (1945–2014)
- Paul Ireland (n. 1970)

## J
- Gordon Jackson (1923–1990)
- Duncan Airlie James (n. 1961)
- Robert James (1924–2004)
- Ashley Jensen (n. 1968)
- Jayd Johnson (n. 1990)
- Kaiya Jones (n. 1996)

## K
- John Kane (n. 1945)
- Sean Kane (n. 1969)
- Stan Kane (n. 1929)
- Marysia Kay (n. 1975)
- Jenni Keenan-Green
- Andrew Keir (1926–1997)
- Gerard Kelly (1959–2010)
- Ryan Kelly
- Moultrie Kelsall (1901–1980)
- Paul Kember (n. 1941)
- Fiona Kennedy
- Gordon Kennedy (n. 1958)
- Deborah Kerr (1921–2007)
- Ford Kiernan (n. 1962)
- David Kincaid (1939–2010)
- Georgia King (n. 1986)
- Kananu Kirimi (n. 1977)
- Scott Kyle (n. 1983)

## L
- Simon Lack (1913-1980)
- Simone Lahbib (n. 1965)
- Declan Michael Laird (n. 1993)
- Jack Lambert (1899–1976)
- David Langton (1912–1994)
- Bryan Larkin
- John Laurie (1897–1980)
- Phyllida Law (n. 1932)
- Denis Lawson (n. 1947)
- Benny Lee (1916–1995)
- Jane Lee (1912–1957)
- Angus Lennie (1930-2014)
- Gerald Lepkowski
- Rose Leslie (n. 1987)
- Katie Leung (n. 1987)
- Gary Lewis (n. 1957)
- Ashley Lilley (n. 1986)
- Debbie Linden (1961-1997)
- Crawford Logan
- Ella Logan (1913-1969)
- Phyllis Logan (n. 1956)
- Lulu (n. 1948)

## M
- Cal MacAninch (n. 1963)
- Edith MacArthur (n. 1926)
- Aimi MacDonald (n. 1942)
- Kelly Macdonald (n. 1976)
- Shauna Macdonald (n. 1981)
- Angus Macfadyen (n. 1963)
- Fulton Mackay (1922–1987)
- Alastair Mackenzie (n. 1970)
- Alex Mackenzie (1885–1965)
- James Mackenzie (n. 1979)
- Andrew MacLachlan
- Lewis MacLeod (n. 1970)
- David Macmillan (n. 1935)
- Alan MacNaughtan (1920–2002)
- Ian MacNaughton (1925-2002)
- James MacPherson (n. 1960)
- Duncan Macrae (1905–1967)
- Leah MacRae
- Richard Madden (n. 1986)
- Christopher Malcolm (1946–2014)
- John Malcolm (1936–2008)
- Margaret Mann (1868–1941)
- Amy Manson (n. 1985)
- Shirley Manson (n. 1966)
- Chris Martin
- Hugh Martin (1933–1997)
- James Martin (n. 1931)
- Forbes Masson (n. 1963)
- Hans Matheson (n. 1975)
- Freya Mavor (n. 1993)
- Lisa McAllister (n. 1980)
- Brian McArthur
- Libby McArthur
- Alex McAvoy (1928–2005)
- James McAvoy (n. 1979)
- Phil McCall (1925–2002)
- Ross McCall (n. 1976)
- David McCallum (n. 1933)
- Eileen McCallum (n. 1936)
- Rory McCann (n. 1969)
- Brian McCardie (n. 1965)
- Jane McCarry (n. 1970)
- Stephen McCole
- Billy McColl (1951–2014)
- Iain McColl (1954–2013)
- Gordon McCorkell (n. 1983)
- Gary McCormack
- Sylvester McCoy (n. 1943)
- Colin McCredie (n. 1972)
- Alex McCrindle (1911–1990)
- Andrew McCulloch (n. 1945)
- Ian McCulloch (n. 1939)
- Kathleen McDermott (n. 1977)
- Ian McDiarmid (n. 1944)
- Jack McElhone (n. 1993)
- Joe McFadden (n. 1975)
- Graeme McGeagh
- Paul McGillion (n. 1969)
- John Paul McGilvray
- John McGlynn (n. 1953)
- Ewan McGregor (n. 1971)
- Stuart McGugan (n. 1944)
- Greg McHugh (n. 1980)
- Neve McIntosh (n. 1972)
- David McKail (n. 1938)
- David McKay
- James McKenna (n. 1953)
- Allison McKenzie (n. 1979)
- Lindsay McKenzie (n. 1985)
- Kevin McKidd (n. 1973)
- Norman McKinnel (1870–1932)
- Una McLean (n. 1930)
- Roddy McMillan (1923–1979)
- Steven McNicoll
- Neil McNulty (n. 1985)
- Hilton McRae (n. 1949)
- Peter McRobbie (n. 1943)
- Graham McTavish (n. 1961)
- Raymond Mearns
- Ruth Millar (n. 1975)
- Steven Miller (n. 1982)
- Gavin Mitchell (n. 1966)
- Kirsty Mitchell (n. 1974)
- Colin Mochrie (n. 1957)
- Henry Mollison (1905–1985)
- Alec Monteath (n. 1941)
- Campbell Morrison (1952–2008)
- Jon Morrison
- Alexander Morton (n. 1945)
- Euan Morton (n. 1977)
- Ashley Mulheron (n. 1986)
- Tiffany Mulheron (n. 1984)
- Peter Mullan (n. 1959)

David Mullen (n. 1979) 
- Alex Munro (1911–1986)
- Katy Murphy (n. 1963)

## N
- Daniela Nardini (n. 1968)
- Michael Nardone (n. 1966)
- Alec Newman (n. 1974)
- Hector Nicol (1920–1985)
- Claire Nielson (n. 1937)
- Alex Norton (n. 1950)

## O
- Gray O'Brien (n. 1968)
- David O'Hara (n. 1965)
- Colette O'Neil (n. 1937)
- Tony Osoba (n. 1947)

## P
- David Paisley (n. 1979)
- John Paisley (n. 1938)
- Marianna Palka (n. 1981)
- Ray Park (n. 1974)
- Bill Paterson (n. 1945)
- Caroline Paterson (n. 1965)
- Dorothy Paul (n. 1937)
- Eve Pearce (n. 1929)
- Alison Peebles (n. 1956)
- Hay Petrie (1895–1948)
- Carmen Pieraccini (n. 1979)
- Jacqueline Pirie (n. 1975)
- Daniel Portman (n. 1992)
- Duncan Pow (n. 1980)
- Mark Prendergast (n. 1983)

## R
- Ashly Rae
- Barbara Rafferty (n. 1954)
- Cecil Ramage (1895–1988)
- Eilidh Rankin
- Siobhan Redmond (n. 1959)
- Gordon Reid (1939–2003
- Oliver Reid (actor)
- Sally Reid (n. 1982)
- Sheila Reid (n. 1937)
- Enn Reitel (n. 1950)
- Ralph Riach (n. 1939)
- Gordon Richardson (1911-1994)
- Ian Richardson (1934–2007)
- Derek Riddell (n. 1967)
- Mary Riggans (n. 1957)
- Paul Riley (n. 1962)
- David Rintoul (n. 1948)
- Heather Ripley (n. 1959)
- Natalie J. Robb (n. 1974)
- Andrew Robertson (n. 1941)
- Iain Robertson (n. 1981)
- Robert Robertson (1930–2001)
- Steven Robertson (n. 1980)
- Michael E. Rodgers (n. 1969)
- Maurice Roëves (n. 1937)
- Sharon Rooney (n. 1988)
- Tony Roper (n. 1941)
- George Rossi (n. 1960)
- Laurance Rudic (n. 1952)
- Clive Russell (n. 1945)
- Mark Russell (n. 1933)
- Jenny Ryan

## S
- Dougray Scott (n. 1965)
- Elizabeth Sellars (n. 1923)
- John Sessions (n. 1953)
- Michael Sheard (1938–2005)
- Moira Shearer (1926–2006)
- Alastair Sim (1900–1976)
- Bill Simpson (1931–1986)
- Adam Sinclair (n. 1977)
- John Gordon Sinclair (n. 1962)
- Sharon Small (n. 1967)
- James Smillie (n. 1944)
- Elaine C. Smith (n. 1958)
- Milind Soman (n. 1965)
- Henry Stamper (1937–2009)
- Dawn Steele (n. 1975)
- Gerda Stevenson (n. 1956)
- Ewan Stewart (n. 1959)
- Jeff Stewart (n. 1955)
- Sara Stewart (n. 1966)
- Ken Stott (n. 1954)
- Kirsty Strain (n. 1980)
- Melissa Stribling (1927–1992)
- John Stuart (1898–1979)
- Irene Sunters (1928-2005)
- Maureen Swanson (n. 1932)
- Jim Sweeney (actor) (n. 1956)

## T
- Andrew John Tait (n. 1979)
- Arthur Taxier (n. 1951)
- Vivien Taylor (n. 1981)
- Paul Telfer (n. 1979)
- David Tennant (n. 1971)
- Jack Thibeau (n. 1946)
- Emma Thompson (n. 1959)
- Sophie Thompson (n. 1962)
- Grant Thomson
- David Torrence (1864–1951)
- Ernest Torrence (1878–1933)
- Kay Tremblay (1914–2005)

## U
- Gudrun Ure (n. 1926)
- Mary Ure (1933–1975)
- Tom Urie (n. 1969)
- Molly Urquhart (1906–1977)
- Robert Urquhart (1921–1995)

## V
- Steve Valentine (n. 1966)
- Jennifer Van Dyck (n. 1962)
- Joanna Vanderham (n. 1992)
- Sandra Voe (n. 1936)

## W
- Dave Ward (n. 1960)
- Keith Warwick (n. 1967)
- Russell Waters (1908–1982)
- James Watson (n. 1970)
- Tom Watson (1932–2001)
- Molly Weir (1910–2004)
- Simon Weir (n. 1973)
- Karen Westwood
- Tam White (1942–2010)
- Jon Whiteley (n. 1945)
- Nicol Williamson (1938–2011)
- Hamish Wilson (n. 1942)
- Richard Wilson (n. 1936)
- Julie Wilson Nimmo (n. 1972)
- Vincent Winter (1947–1998)
- Madeleine Worrall (n. 1977)
- Frank Wylie (1935–1994)

## Y
- Atta Yaqub (n. 1979)
- Benny Young (n. 1949)
- John Young (1916–1996)
- Paul Young (n. 1944)
- Jimmy Yuill (n. 1959)
- Joe Yule (1892–1950)